# Víctor Verdú Martí
Víctor Verdú Martí   (Almenar, 12 d'agost de 1974) és un poeta català. Ha publicat poemes i articles sobre poesia a les revistes Els Marges i Reduccions. A més, va ser fundador i redactor de la revista digital El tacte que té, i codirector del fanzín cultural Les Sitges, iniciat el 2017 a Castellar del Vallès.
Va estudiar filologia catalana a la Universitat Autònoma de Barcelona. També ha fet cursos en diferents especialitats musicals. El 1994 va ser finalista del premi Amadeu Oller per a poetes inèdits i, com a tal, fou inclòs a l'antologia a 6 poetes 94. El 1997 va guanyar el premi Les Talúries, de la Diputació de Lleida, amb l'obra Fur infern, publicada el mateix any. El 2009 va publicar Pel camí de l'aigua i el 2010 és antologitzat dins (In)harmònics, publicat per l'Institut d'Estudis Ilerdencs. El 2019, les seves obres van ser incloses en una vasta antologia anomenada Poetes de Ponent, que abasta des de la Renaixença fins a l'actualitat, a cura de Jordi Pàmias i Jaume Pont. Va ser membre de L'Art de Troba, el grup musical que acompanyava el cantautor Xavier Baró.

## Obres
- Fur infern (Pagès, 1997)
- Pel camí de l'aigua (Fonoll, 2009)